# آثار مسجلة

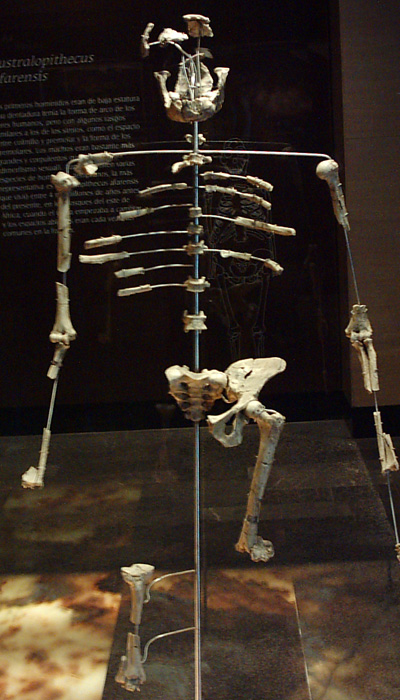

السجل الأثري هو مجموعة الأدلة المادية (غير المكتوبة) عن الماضي، ويعد أحد المفاهيم الأساسية في علم الآثار،  وهو أيضا الانضباط الأكاديمي المعني بتوثيق وتفسير السجل الأثري. تستخدم النظرية الأثرية لتفسير السجل الأثري لفهم أفضل للثقافات الإنسانية. يمكن أن يتكون السجل الأثري من أقدم النتائج القديمة بالإضافة إلى القطع الأثرية المعاصرة. كان للنشاط البشري تأثير كبير على السجل الأثري. وقد تؤدي العمليات البشرية المدمرة، مثل الزراعة وتنمية الأراضي، إلى إتلاف أو تدمير المواقع الأثرية المحتملة. تشمل التهديدات الأخرى التي يتعرض لها السجل الأثري الظواهر الطبيعية والكسح. يمكن لعلم الآثار أن يكون العلم المدمر لموارد محدودة من السجل الأثري التي قد تضيع في الحفريات. لذلك يحد علماء الآثار من كمية الحفريات التي يقومون بها في كل موقع ويحتفظون بسجلات دقيقة لما تم العثور عليه. السجل الأثري هو السجل المادي لعصور ما قبل التاريخ البشري والتاريخ، الذي يستعرض ولماذا ازدهرت الحضارات القديمة أو فشلت ولماذا تغيرت وتطور تلك الثقافات، يحتوي السجل الأثري على قصة العالم البشري.

## تعريفات
استخدم الباحثون بشكل متكرر في التشبيهات النصية مثل «السجل» و «المصدر» و «الأرشيف» للإشارة إلى الأدلة المادية للماضي منذ القرن التاسع عشر على الأقل. ربما نشأ مصطلح «السجل الأثري» بهذه الطريقة، ربما عن طريق المفاهيم المتوازية في الجيولوجيا (السجل الجيولوجي) أو علم الحفريات (السجل الأحفوري). تم استخدام المصطلح بشكل منتظم بواسطة جوردون تشايلد في الخمسينيات،  ويبدو أنه دخل في لغة مشتركة بعد ذلك.
في أول مراجعة نقدية للمفهوم، وجد الفيلسوف ليندا باتريك أنه بحلول الثمانينيات من القرن العشرين، صاغ علماء الآثار المصطلح بخمس طرق مختلفة على الأقل:
1. وعاء للودائع المادية [7]
2. رواسب مادية [8]
3. قطع أثرية وكائنات [9][10]
4. مجموعة من العينات [11][12]
5. كتب وتقارير علماء الآثار [13]

جادل باتريك بأن التعريفات الثلاثة الأولى تعكس «نموذجًا ماديًا» للأدلة الأثرية، حيث يُنظر إليها على أنها النتيجة المباشرة للعمليات الفيزيائية التي كانت تعمل في الماضي (مثل السجل الأحفوري)؛ في المقابل، يتبع التعريفان الرابع والخامس «نموذجًا نصيًا»، حيث يُنظر إلى السجل الأثري على أنه يشفر المعلومات الثقافية عن الماضي (مثل النصوص التاريخية). وسلطت الضوء على مدى فهم علماء الآثار لما يشكل «السجل الأثري» كان يعتمد على التيارات الأوسع في النظرية الأثرية، أي أن علماء الآثار المعنيين من المرجح أن يشتركوا في نموذج مادي وأن يكون علماء الآثار ما بعد المعالجة نموذجًا نصيًا.
قام لوكاس بتكثيف قائمة باتريك في ثلاثة تعريفات مميزة للسجل الأثري:
1. السجل الأثري هو الثقافة المادية
2. السجل الأثري هو البقايا المادية من الماضي
3. السجل الأثري هو المصادر التي يستخدمها علماء الآثار

### ثقافة مادية
يمكن تصور السجل الأثري على أنه مجموعة كاملة من الكائنات والأدوات التي صنعتها البشرية أو استخدمتها أو ارتبطت بها. يشمل هذا التعريف كلاً من القطع الأثرية (الكائنات التي يصنعها البشر أو يعدلها) و «الآثار البيئية» (الكائنات الطبيعية المرتبطة بالنشاط البشري). وبهذا المعنى، فهي تعادل الثقافة المادية، وتشمل ليس فقط البقايا «القديمة» ولكن الأشياء المادية المرتبطة بالمجتمعات المعاصرة.
يؤكد هذا التعريف على الأهمية النسبية للسجل الآثري، وانسجامه مع دراسات الثقافة المادية ودوره المادي في الأنثروبولوجيا الثقافية، وشيوعه بشكل متزايد مع ظهور علم الآثار ما بعد الإجرائية.

### بقايا مادية من الماضي
تحدد تعريفات أكثر تحفظًا أن السجل الأثري يتكون من «البقايا» أو «الآثار» أو «بقايا» النشاط البشري الماضي ، على الرغم من أن الخط الفاصل بين «الماضي» و «الحاضر» قد لا يكون محددًا بشكل جيد. يرتبط هذا الرأي بشكل خاص بالآثار الإجرائية، التي رأت أن السجل الأثري هو المنتج «المتحجر» للعمليات المادية والثقافية والشرعية التي حدثت في الماضي، وركز على فهم تلك العمليات.